# Alexander Popp (Tennisspieler)
Alexander Popp (* 4. November 1976 in Sandhausen) ist ein ehemaliger deutscher Tennisspieler. Mit einer Körpergröße von 2,01 Metern, bei einem Gewicht von 85 Kilogramm, war er lange Zeit der größte Profi-Tennisspieler der Welt.

## Karriere
Popp gewann in seiner Karriere, die 1997 begann, 45 Matches bei 65 Niederlagen. Er erreichte in seiner Laufbahn ein Einzel- und ein Doppelfinale, jeweils beim Rasenturnier von Newport. Seine größten Erfolge feierte Popp in Wimbledon, wo er 2000 und 2003 jeweils das Viertelfinale erreichte und unter anderem Michael Chang und Gustavo Kuerten besiegen konnte.
Zum Ende des Jahres 2005 zog sich Popp aufgrund vieler Verletzungen aus dem aktiven Profitennis zurück. Anschließend nahm er ein Pharmaziestudium in Berlin auf.

## Spielweise
Popp ist Rechtshänder und spielt seine Rückhand beidhändig. Er hat dank seiner Körpergröße einen starken Aufschlag. Seine Rückhand ist stärker als seine Vorhand.

## Erfolge
| Legende (Anzahl der Siege)                       |
| Grand Slam                                       |
| Tennis Masters Cup ATP World Tour Finals         |
| ATP Masters Series ATP World Tour Masters 1000   |
| ATP International Series Gold ATP World Tour 500 |
| ATP International Series ATP World Tour 250      |
| ATP Challenger Tour (7)                          |

### Einzel

#### Turniersiege
| Nr. | Datum             | Turnier     | Belag     | Finalgegner          | Ergebnis        |
| --- | ----------------- | ----------- | --------- | -------------------- | --------------- |
| 1.  | 11. Juli 1999     | Oberstaufen | Sand      | Francisco Costa      | 7:6, 6:3        |
| 2.  | 22. August 1999   | Bronx       | Hartplatz | Sébastien de Chaunac | 6:74, 7:64, 6:0 |
| 3.  | 6. Februar 2000   | Hamburg     | Teppich   | Andy Fahlke          | 6:3, 6:2        |
| 4.  | 4. November 2001  | Aachen      | Teppich   | Axel Pretzsch        | 6:3, 1:6, 6:2   |
| 5.  | 11. November 2001 | Eckental    | Teppich   | Peter Wessels        | 6:4, 5:7, 6:2   |
| 6.  | 27. Januar 2002   | Heilbronn   | Teppich   | Jürgen Melzer        | 3:6, 6:3, 6:4   |

#### Finalteilnahmen
| Nr. | Datum        | Turnier | Belag | Finalgegner   | Ergebnis   |
| --- | ------------ | ------- | ----- | ------------- | ---------- |
| 1.  | 5. Juli 2004 | Newport | Rasen | Greg Rusedski | 6:75, 6:72 |

### Doppel

#### Turniersiege
| Nr. | Datum          | Turnier | Belag     | Partner         | Finalgegner                         | Ergebnis      |
| --- | -------------- | ------- | --------- | --------------- | ----------------------------------- | ------------- |
| 1.  | 4. August 2001 | Wrexham | Hartplatz | Gilles Elseneer | Luke Bourgeois Aisam-ul-Haq Qureshi | 5:7, 7:5, 6:2 |

#### Finalteilnahmen
| Nr. | Datum         | Turnier | Belag | Partner       | Finalgegner          | Ergebnis |
| --- | ------------- | ------- | ----- | ------------- | -------------------- | -------- |
| 1.  | 14. Juli 2002 | Newport | Rasen | Jürgen Melzer | Bob Bryan Mike Bryan | 7:5, 6:3 |